# هیکوتارو ایچیکاوا
ایچیکاوا هیکوتارو (۲ سپتامبر ۱۸۹۶ /۲۹ میجی - ۱ آوریل ۱۹۴۶ /۲۱ شووا) دیپلمات ژاپنی و سفیر این کشور در ایران بود.

## زندگی و حرفه
او در استان شیزوئوکا و در خانواده‌ای سرشناس به دنیا آمد. پدرش ایچیکاوا هیکوزو از زمین‌داران بزرگ و بازرگانان ثروتمند شهر نومازو بود. خانواده ایچیکاوا در منطقه به عنوان یکی از خاندان‌های معتبر اقتصادی شناخته می‌شدند.
وی تحصیلات متوسطه خود را در دبیرستان نومازو استان شیزوئوکا ـ که امروزه با نام دبیرستان نومازو هیگاشی شناخته می‌شود ـ و سپس دوره دوم دبیرستان گذراند. پس از ورود به عرصه دیپلماسی، سمت‌های مختلفی بر عهده گرفت؛ از جمله دبیر اول سفارت فنلاند، مقام وزارت امور خارجه و مدیر بخش‌های دوم و سوم اداره امور فرهنگی.
در دسامبر ۱۹۴۰ (۱۵ شووا) به عنوان وزیر مختار ژاپن در فنلاند منصوب شد و همان سال مأموریت دیپلماتیک خود را در ایران آغاز کرد.
در تاریخ ۱ آوریل ۱۹۴۶، وی هنگام ایراد سخنرانی در حمایت از تویوهیسا موریتا ـ نامزد بیست‌ودومین انتخابات عمومی مجلس نمایندگان ـ بر اثر خونریزی مغزی در تالار عمومی گانیودو درگذشت.
همچنین گفته می‌شود او الگوی شخصیت «ایشیدا» بوده است؛ ایشیدا بهترین دوستِ شخصیت اصلی داستان، «موریجیرو»، در کتاب سرنوشت بشر اثر کوجیرو سریزاوا است که در آن به‌عنوان دانش‌آموز سال سوم دبیرستان نومازو معرفی می‌شود.
شوهر عمه او، هایاشی ایچیزو، و شوهر خواهر کوچکترش، کوکی مونشیچی نهم بودند. همسر او دختر دوم هیروتا ریتارو و خواهر بزرگ‌تر همسرش، کاتو شیدزو بود. از دیگر اقوام دور همسرش می‌توان به تسورومی یوسوکه و گوتو شینپی اشاره کرد.